# 神的孩子全跳舞
《神的孩子全跳舞》（日語：神の子どもたちはみな踊る）为日本作家村上春树的短篇小说集，收录了1999年六七月间创作的六篇短篇，前五篇为“地震之后”（日語：地震のあとで）系列短篇，日文版于2000年2月由新潮社刊行，中文大陆译本2009年8月由上海译文出版社出版，林少华譯；臺灣譯本2000年8月由時報文化出版，賴明珠譯。
小说收录的作品均以1995年1月阪神大地震为背景，但出场人物均远离地震现场，亦不直接描写地震场景，而是传达地震为人物带来的精神与心理方面的无形影响（空虚和幻灭感），并探讨走出阴影、获得再生的可能性，亦表达出作者对日本历史和现实社会问题的思考和忧患意识。2007年改编为电影《All God's Children Can Dance》，由美国人Robert Logevall导演，陈冲主演。

## 故事大綱
在阿佐古的出租公寓裡，25歲的主角善也與宗教狂熱的母親住在一起。善也在一間位於神谷町的出版社工作，由於各種事情，善也無法搬出去自己一個人住。某天回家的路上，善也一如既往的在霞關站等候地鐵。就在那時，他看到了一個缺失耳垂的男人，想起了小時候母親對他說過的話，善也認為，眼前這個男子就是讓母親避孕的同時，又讓母親再次懷上孩子的醫生，也就是自己的生父，所以善也毫不猶豫便跟上了這個男人。在此之前，善也因為母親的話語，一直相信自己是「上方神明」的孩子。但其實，他內心也存在著許多疑問，所以為了探究真相，善也一直跟到了一個棒球場。這時，善也想起了他大學時代的戀人，想起她曾經說過自己跳舞時像隻青蛙一樣。於是，善也開始在棒球場裡跳舞，毫不在乎他人的目光，因為現在可是神明的孩子在跳著舞啊。跳著跳著，棒球場出現了一個深坑，在坑的深處，善也看到了前幾天去世的田端先生，他是母親所信宗教教會裡的「勸戒者」。在死前，田端先生告訴善也自己對善也的母親曾抱有幾次邪念。有著相同感覺的善也對此並沒有多說，只是默默地握起田端先生的手，許久沒有放開。

## 收录内容
- UFO飞落钏路（UFOが釧路に降りる，初版于1999年《新潮》8月号）
- 有熨斗的风景（アイロンのある風景，初版于1999年《新潮》9月号）
- 神的孩子全跳舞（神の子どもたちはみな踊る，初版于1999年《新潮》10月号）
- 泰国之旅（タイランド，初版于1999年《新潮》11月号）
- 青蛙君救东京（かえるくん、東京を救う，初版于1999年《新潮》12月号）
- 蜂蜜饼（蜂蜜パイ，2000年2月初版于本书）